# August Wissowa

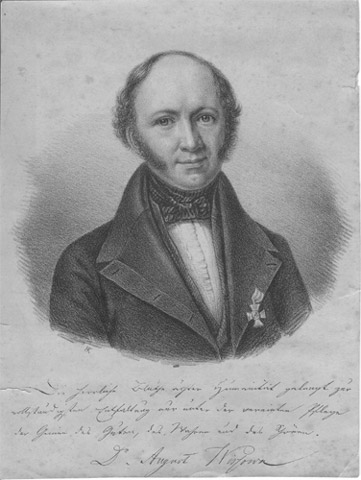
August Wissowa

August Wissowa (* 16. Mai 1797 in Breslau; † 28. Februar 1868 ebenda) war ein deutscher Klassischer Philologe und Gymnasialdirektor.
Nach dem frühen Tod beider Eltern wuchs Wissowa bei entfernten Verwandten in ärmlichen Verhältnissen auf. Er besuchte die Elementarschule St. Matthias und von 1809 bis 1816 das katholische Matthias-Gymnasium zu Breslau. Von 1811 bis 1813 wohnte er bei seinem Lehrer Augustin Kaluža, der ihm auch Verdienstmöglichkeiten durch Nachhilfeunterricht ermöglichte. Bis zu seiner Reifeprüfung unterrichtete Wissowa die Söhne eines Breslauer Kaufmannes, in dessen Familie er unterkam.
Am 9. August 1816 bestand Wissowa die Aufnahmeprüfung an der noch sehr jungen Friedrich-Wilhelms-Universität zu Breslau und studierte dort drei Jahre lang Philologie, um Lehrer zu werden. Franz Passow und Karl Ernst Christoph Schneider prägten seine wissenschaftliche und pädagogische Ausrichtung entscheidend. Auch während des Studiums arbeitete Wissowa als Privatlehrer. Nach dem Lehramtsexamen am 12. Januar 1820 und der Ascensionsprüfung am 5. Dezember 1821 wurde Wissowa zum Oberlehrer am katholischen Matthias-Gymnasium zu Breslau ernannt. Nebenbei hielt er Lehrveranstaltungen an der Universität ab, wurde am 16. August 1828 promoviert und habilitierte sich bereits am 20. Dezember desselben Jahres. Seine Vorlesungen und Übungen konzentrierten sich besonders auf die lateinische Literatur und Sprache.
Schon im Dezember 1829 wurde Wissowa eine Direktorenstelle am Gymnasium zu Leobschütz angeboten, die er Ostern 1830 annahm. In Anerkennung seiner dortigen Verdienste wurde er am 22. November 1835 zum Gymnasialprofessor ernannt. Am 13. April 1839 wechselte er an das Matthias-Gymnasium zu Breslau (als Nachfolger von Peter Joseph Elvenich), wo er bis zu seinem Tode blieb. Für seine Verdienste wurde er 1866 mit dem Roten Adlerorden 3. Klasse mit Schleife ausgezeichnet.
Neben seiner pädagogischen Arbeit verfasste Wissowa zahlreiche Aufsätze und Programmschriften über den Gymnasialunterricht in Schlesien, über griechische Literatur (Theokrit, Aristophanes) und römische Geschichtsschreibung (Tacitus).
1850 war er Mitglied des Volkshauses des Erfurter Unionsparlaments.
August Wissowa war Vater des Gymnasiallehrers Theodor Wissowa (1826–1878) und des Gerichtsassessors Otto Wissowa (1818–1870) sowie Großvater des Historikers Felix Wissowa und des Philologen Georg Wissowa.
Zu Wissowas Schülern zählte unter anderem Ferdinand Lassalle, der als Extraneer 1843 bei Wissowa die Reifeprüfung ablegte.